# The Singles (Travis)
The Singles is een compilatiealbum van de Schotse britpopband Travis. Het album kwam uit in november 2004 op het label van Independiente. Op het album staan nummers van de voorgaande vier studioalbums van Travis. Daarnaast staan er nog 3 nieuwe nummers op het album, te weten Walking in the Sun,Coming Around en The Distance.

## Nummers
1. "Sing" (van The Invisible Band, 2001)
2. "Driftwood" (van The Man Who, 1999)
3. "Writing to Reach You" (van The Man Who, 1999)
4. "Why Does It Always Rain on Me?" (van The Man Who, 1999)
5. "Re-Offender" (van 12 Memories, 2003)
6. "Walking in the Sun"
7. "Tied to the 90's" (van Good Feeling, 1997)
8. "Coming Around"
9. "Flowers in the Window" (van The Invisible Band, 2001)
10. "Love Will Come Through" (van 12 Memories, 2003)
11. "More Than Us" (van Good Feeling, 1997)
12. "Side" (van The Invisible Band, 2001)
13. "U16 Girls" (van Good Feeling, 1997)
14. "Happy" (van Good Feeling, 1997)
15. "All I Want to Do Is Rock" (van Good Feeling, 1997)
16. "The Beautiful Occupation" (van 12 Memories, 2003)
17. "Turn" (van The Man Who, 1999)
18. "The Distance"

## Artiesten
- Francis Healy – zang, gitaar, harmonica
- Andy Dunlop – gitaar
- Dougie Payne – basgitaar, achtergrondzang
- Neil Primrose – drums